# NGC 435
NGC 435 este o galaxie spirală situată în constelația Balena. A fost descoperită în 23 octombrie 1864 de către Albert Marth.